# Mathias Hebo
Mathias Hebo Rasmussen (Hvidovre, 2 agosto 1995) è un calciatore danese, centrocampista del Lyngby.

## Carriera

### Club
Ha giocato nei campionati danese e polacco.

### Nazionale
Ha giocato nella nazionale danese Under-20.
Ha rappresentato la Danimarca alle Olimpiadi del 2016, dove ha giocato una partita.